# Bašnice
Bašnice (deutsch Baschnitz) ist eine Gemeinde in Tschechien. Sie liegt 21 Kilometer nordwestlich des Stadtzentrums von Hradec Králové und gehört zum Okres Jičín.

## Geographie
Bašnice befindet sich im Nordböhmischen Tafelland am Bach Bašnický potok, der nördlich des Dorfes im Teich Dobrovecký rybník gestaut wird. Ein weiterer großer Teich dieses Teichgebietes ist der vom Chlumský potok gespeiste Cukrovarský rybník. Westlich des Dorfes schließt sich das Waldgebiet des Bašnický les an. Nördlich von Bašnice verläuft die Eisenbahnstrecke Hradec Králové – Stará Paka, an der sich in Dobrá Voda u Hořic der nächste Bahnhof befindet.
Nachbarorte sind Dobrá Voda u Hořic im Norden, Hořice und Chvalina im Nordosten, Vinice und Ostrov im Osten, Milovice u Hořic im Südosten, Bříšťany und Zvínovská im Süden, Sukorady im Südwesten, Lískovice im Westen sowie Sylvárův Újezd und Domoslavice im Nordwesten.

## Geschichte
Das Dorf wurde 1318 unter dem Namen  Bašněves als Sitz des Vladiken Petr von Bašněves erstmals urkundlich erwähnt. Am Ende des 14. Jahrhunderts war Jan Kule von Bašněves Besitzer des Dorfes, später das Geschlecht der Uzík von Bašněves. Während der Hussitenkriege fand im April 1423 nordöstlich des Dorfes die Schlacht bei Horschitz statt. Zu dem Ort gehörten zwei Vorwerke, von denen eines seit 1499 als Standort einer Feste überliefert ist. Dieser wurde im Zuge des Verkaufs der Gutsherrschaft Bašněves, zu der mehrere umliegende Dörfer gehörten, durch Václav und Markvart Uzík an Jan Krupý von Probluz erstmals urkundlich belegt. 1521 erwarb Vojtěch von Pernstein (1490–1534) Bašnice und schloss die Güter an seine Herrschaft Chlumec nad Cidlinou an. Die Feste, die damit ihre Funktion als Landadelssitz verlor, wurde aufgegeben und seit 1542 als wüst beschrieben. Im Jahre 1542 kaufte Zikmund Smiřický von Smiřice den Ort und schlug ihn der Herrschaft Hořice zu.
Nach der Aufhebung der Patrimonialherrschaften war Bašnice ab 1850 eine Gemeinde im Bezirk Hradec Králové. Ab 1900 gehörte das Dorf zum Okres Nová Paka und seit den 1930er Jahren zum Okres Hořice. Im Zuge der Gebietsreform von 1960 erfolgte zum 1. Januar 1961 die Zuordnung zum Okres Jičín.

## Gemeindegliederung
Für die Gemeinde Bašnice sind keine Ortsteile ausgewiesen. Zu Bašnice gehört die Ansiedlung Zvínovská.

## Sehenswürdigkeiten
- Hussitengrab, nordöstlich bei Vinice